# اویسترویک
اویسترویک (به هلندی: Oisterwijk) یک شهرستان در هلند است که در برابانت شمالی واقع شده‌است. اویسترویک ۱۰ متر بالاتر از سطح دریا واقع شده‌است.

## خواهرخوانده
شهر درای‌آیش خواهرخواندهٔ اویسترویک هست.